# NGC 3280C
NGC 3280C (другие обозначения — NGC 3295C, MCG -2-27-8, NPM1G -12.0324, PGC 31158) — линзовидная галактика в созвездии Гидры. Открыта Эндрю Коммоном в 1880 году.
Этот объект занесён в Новый общий каталог несколько раз, с обозначениями NGC 3280C, NGC 3295C. Является частью системы из трёх галактик NGC 3280. Независимо от Коммона, галактику в 1886 году открыл Фрэнк Ливенворт, его открытие вошло в Новый общий каталог как NGC 3295B. Оба открывателя указали координаты с ошибкой.